# Blizna (powieść)
Blizna (tyt. oryg. The Scar) – powieść steampunkowa autorstwa brytyjskiego pisarza Chiny Miéville’a. Dostała nagrodę British Fantasy Award oraz Nagrodę im. Kurda Lasswitza, była także nominowana do Nagrody im. Arthura C. Clarke’a. Polskie tłumaczenie ukazało się w 2006 nakładem wydawnictwa Zysk i s-ka (ISBN 83-7298-899-4).

## Zarys akcji
Podobnie jak w przypadku poprzedniej książki Chiny Miéville’a – Dworzec Perdido, akcja rozgrywa się w realiach świata Bas-Lag. Tym razem głównym bohaterem jest wspomniana w Dworcu poprzednia partnerka życiowa doktora Isaaka: Bellis Coldwine. Z powodu powiązania z nim i politycznych czystek rozgrywających się w Nowym Crobuzon wynikających z wydarzeń zawartych w poprzedniej części musi uciekać z miasta. Jest lingwistką, więc zatrudnia się jako tłumaczka w misji w transporcie skazańców do odległej kolonii Nowego Crobuzon. Po drodze jej okręt zostaje zdobyty przez piratów i włączony do Armady, miasta zbudowanego z kadłubów zdobycznych statków.